# Meretseger
Meretseger, Mertsekert (egip. Mr.t-sgr – „Kochająca milczenie”) – w mitologii egipskiej bogini-góra strzegąca spokoju nekropolii tebańskiej.
Przedstawiana w postaci węża (zaskrońca) albo leżącej lwicy z głową węża, była strażniczką cmentarzysk i opiekunką służby cmentarnej (kapłanów i rzemieślników). Kult jej rozwinął się szczególnie w czasach XIX i XX dynastii, zwłaszcza w Deir el-Medina.
Ze względu na to, że pierwsza sylaba jej imienia była taka sama, jak w słowie piramida, uważano, że Meretseger żyje na szczycie Al-Qurn, wzgórza w kształcie piramidy, i strzeże Doliny Królów.